# Eustala delecta
Eustala delecta là một loài nhện trong họ Araneidae.
Loài này thuộc chi Eustala. Eustala delecta được Arthur Merton Chickering miêu tả năm 1955.